# Meghna
 (octobre 2014).
Si vous disposez d'ouvrages ou d'articles de référence ou si vous connaissez des sites web de qualité traitant du thème abordé ici, merci de compléter l'article en donnant les références utiles à sa vérifiabilité et en les liant à la section « Notes et références ».
Le Meghna est un fleuve du Bangladesh, qui est « né » de l'union du Gange et du Brahmapoutre et d'autres affluents[réf. nécessaire] pour se jeter dans le golfe de Bengale. Le Meghna reçoit les eaux du bassin Gange-Brahmapoutre-Meghna.

## Hydrologie
Sur ce diagramme, en comparaison des deux diagrammes du Gange et du Brahmapoutre, on remarque que pour un climat similaire, ils ont tous deux un régime décalé l'un par rapport à l'autre. Leurs étiages respectifs sont décalés de 2 mois, février pour le Brahmapoutre et avril pour le Gange, ce qui a tendance à rehausser le débit d'étiage à Chandpur (7 100 m3/s mensuel en février). Ce qui est dû à une mousson plus longue et surtout plus précoce pour le Brahmapoutre. Le débit du Brahmapoutre augmente rapidement, tandis que le Gange atteint son maximum d'étiage. Par contre leur pic de crue est moins décalé, seulement un mois. Ce qui donne des crues catastrophiques dans leur delta commun : 90 000 m3/s mensuel en août. Tout ceci donnant un débit moyen de 35 000 m3/s à Chandpur. Autant que l'Orénoque.